# Bundestagswahlkreis Magdeburg
Der Bundestagswahlkreis Magdeburg (Wahlkreis 69) ist ein Wahlkreis in Sachsen-Anhalt. Er umfasst die kreisfreie Stadt Magdeburg sowie vom Salzlandkreis die Gemeinden Barby, Schönebeck (Elbe), Calbe (Saale) und Bördeland.

## Geschichte
Von 1990 bis 2002 umfasste der Wahlkreis 286 Magdeburg die Stadt Magdeburg ohne die Stadtteile Buckau, Fermersleben, Salbke, Westerhüsen, Leipziger Straße, Hopfengarten und Reform, die zum Wahlkreis 287 Magdeburg – Schönebeck – Wanzleben – Staßfurt gehörten. Seit der Wahlkreisreform von 2002 umfasste der Wahlkreis 69 Magdeburg die gesamte Stadt Magdeburg. Da Sachsen-Anhalt zur Bundestagswahl 2009 einen Wahlkreis verlor und außerdem in Sachsen-Anhalt im Jahre 2007 eine größere Kreisreform stattfand, wurden die meisten Wahlkreise neu abgegrenzt. Zur Bundestagswahl 2009 kam das Gebiet des ehemaligen Landkreises Schönebeck hinzu, der bis zur Bundestagswahl 2005 zum Bundestagswahlkreis Börde gehörte. Zur Bundestagswahl 2009 änderte sich die Nummer von 69 auf 70 und zur Bundestagswahl 2013 wieder auf 69.

## Wahlkreisabgeordnete
| Wahl | Abgeordneter | Abgeordneter   | Partei | Stimmen in % |
| ---- | ------------ | -------------- | ------ | ------------ |
| 1990 |              | Klaus Mildner  | CDU    | 34,5         |
| 1994 |              | Uwe Küster     | SPD    | 36,2         |
| 1998 | 45,5         | Uwe Küster     | SPD    |              |
| 2002 | 47,7         | Uwe Küster     | SPD    |              |
| 2005 | 40,8         | Uwe Küster     | SPD    |              |
| 2009 |              | Rosemarie Hein | LINKE  | 32,0         |
| 2013 |              | Tino Sorge     | CDU    | 36,3         |
| 2017 | 27,4         | Tino Sorge     | CDU    |              |
| 2021 |              | Martin Kröber  | SPD    | 25,3         |
| 2025 |              | Claudia Weiss  | AfD    | 32,2         |

## Wahlergebnisse

### Bundestagswahl 2025
Zur Bundestagswahl 2025 traten in Sachsen-Anhalt zwölf Parteien mit Landeslisten an. Im Wahlkreis Magdeburg traten neun Direktkandidaten an.
| Kandidaten                                                                              | Kandidaten                   | Parteien/Listen     | Erststimmen | Erststimmen | Zweitstimmen | Zweitstimmen |
| Kandidaten                                                                              | Kandidaten                   | Parteien/Listen     | Stimmen     | %           | Stimmen      | %            |
| --------------------------------------------------------------------------------------- | ---------------------------- | ------------------- | ----------- | ----------- | ------------ | ------------ |
|                                                                                         | Martin Kröber                | SPD                 | 29.618      | 17,2        | 21.865       | 12,6         |
|                                                                                         | Tino Sorge                   | CDU                 | 39.726      | 23,1        | 32.205       | 18,6         |
|                                                                                         | Claudia Weissgewählt im WK   | AfD                 | 55.457      | 32,2        | 52.629       | 30,4         |
|                                                                                         | Dennis Jannack               | Die Linke           | 25.560      | 14,9        | 23.224       | 13,4         |
|                                                                                         | Robin Kai Pascal Neubauer    | FDP                 | 4.647       | 2,7         | 5.231        | 3,0          |
|                                                                                         | Peter Dittmann               | GRÜNE               | 10.305      | 6,0         | 12.271       | 7,1          |
|                                                                                         | Marcel Mallée                | FREIE WÄHLER        | 3.984       | 2,3         | 1.794        | 1,0          |
|                                                                                         | –                            | Die PARTEI          | –           | –           | 1.769        | 1,0          |
|                                                                                         | –                            | Volt                | –           | –           | 1.901        | 1,1          |
|                                                                                         | Daniel Alexander Wiegenstein | MLPD                | 843         | 0,5         | 240          | 0,1          |
|                                                                                         | Claudius Borgmann            | Bündnis Deutschland | 1.909       | 1,1         | 639          | 0,4          |
|                                                                                         | –                            | BSW                 | –           | –           | 19.461       | 11,2         |
| Gesamt                                                                                  | Gesamt                       | Gesamt              | 172.049     | 100         | 173.229      | 100          |
|                                                                                         |                              |                     |             |             |              |              |
| Ungültige Stimmen                                                                       | Ungültige Stimmen            | Ungültige Stimmen   | 2.419       | 1,4         | 1.239        | 0,7          |
| Wähler                                                                                  | Wähler                       | Wähler              | 174.468     | 78,2        | 174.468      | 78,2         |
| Wahlberechtigte                                                                         | Wahlberechtigte              | Wahlberechtigte     | 222.983     |             | 222.983      |              |
|                                                                                         |                              |                     |             |             |              |              |
| Quellen: Die Bundeswahlleiterin, Kandidaten, Stimmen – Die Landeswahlleiterin, Ergebnis |                              |                     |             |             |              |              |

### Bundestagswahl 2021
Zur Bundestagswahl 2021 traten in Sachsen-Anhalt 19 Parteien mit Landeslisten an. Im Wahlkreis Magdeburg traten 14 Direktkandidaten an.
Martin Kröber gewann mit 25,3 % der Erststimmen erstmals das Direktmandat. Die SPD erhielt mit 26,4 % die meisten Zweitstimmen im Wahlkreis. Tino Sorge zog über Platz 3 der Landesliste der CDU ebenfalls in den Bundestag ein.
| Kandidaten                                                                  | Kandidaten                      | Parteien/Listen   | Erststimmen | Erststimmen | Zweitstimmen | Zweitstimmen |
| Kandidaten                                                                  | Kandidaten                      | Parteien/Listen   | Stimmen     | %           | Stimmen      | %            |
| --------------------------------------------------------------------------- | ------------------------------- | ----------------- | ----------- | ----------- | ------------ | ------------ |
|                                                                             | Tino Sorge                      | CDU               | 34.177      | 22,0        | 28.700       | 18,5         |
|                                                                             | Frank Pasemann                  | AfD               | 23.398      | 15,1        | 23.446       | 15,1         |
|                                                                             | Chris Scheunchen                | DIE LINKE         | 15.137      | 9,7         | 16.449       | 10,6         |
|                                                                             | Martin Kröbergewählt im WK      | SPD               | 39.233      | 25,3        | 41.022       | 26,4         |
|                                                                             | Fabian Horn                     | FDP               | 12.139      | 7,8         | 14.673       | 9,4          |
|                                                                             | Urs Justus Jasper Gregor Liebau | GRÜNE             | 14.381      | 9,3         | 16.352       | 10,5         |
|                                                                             | Aila Fassl                      | Tierschutzallianz | 4.357       | 2,8         | 3.135        | 2,0          |
|                                                                             | Eckhard Horst Schröder          | FREIE WÄHLER      | 2.430       | 1,6         | 2.060        | 1,3          |
|                                                                             | Luisa Graviat                   | Die PARTEI        | 2.081       | 1,3         | 1.737        | 1,1          |
|                                                                             | –                               | NPD               | –           | –           | 339          | 0,2          |
|                                                                             | Roland Zander                   | Gartenpartei      | 2.095       | 1,3         | 1.898        | 1,2          |
|                                                                             | Daniel Alexander Wiegenstein    | MLPD              | 221         | 0,1         | 173          | 0,1          |
|                                                                             | Reiner Fuellmich                | dieBasis          | 2.247       | 1,4         | 2.021        | 1,3          |
|                                                                             | –                               | du.               | –           | –           | 209          | 0,1          |
|                                                                             | Peter von Pokrzywnicki          | ÖDP               | 302         | 0,2         | 192          | 0,1          |
|                                                                             | –                               | Die Humanisten    | –           | –           | 282          | 0,2          |
|                                                                             | –                               | Tierschutzpartei  | –           | –           | 1.464        | 0,9          |
|                                                                             | –                               | PIRATEN           | –           | –           | 654          | 0,4          |
|                                                                             | –                               | Volt              | –           | –           | 578          | 0,4          |
|                                                                             | Franka Kretschmer               | Einzelbewerberin  | 3.094       | 2,0         | –            | –            |
| Gesamt                                                                      | Gesamt                          | Gesamt            | 155.292     | 100         | 155.384      | 100          |
|                                                                             |                                 |                   |             |             |              |              |
| Ungültige Stimmen                                                           | Ungültige Stimmen               | Ungültige Stimmen | 1.497       | 1,0         | 1.405        | 0,9          |
| Wähler                                                                      | Wähler                          | Wähler            | 156.789     | 68,4        | 156.789      | 68,4         |
| Wahlberechtigte                                                             | Wahlberechtigte                 | Wahlberechtigte   | 229.198     |             | 229.198      |              |
|                                                                             |                                 |                   |             |             |              |              |
| Quellen: Die Bundeswahlleiterin, Stimmen – Die Landeswahlleiterin, Ergebnis |                                 |                   |             |             |              |              |

### Bundestagswahl 2017
Bei der Bundestagswahl 2017 waren im Bundestagswahlkreis Magdeburg 238.060 Personen wahlberechtigt. Die Wahlbeteiligung lag bei 68,43 %. Das Direktmandat des Wahlkreises gewann Tino Sorge für die CDU.
Für die Magdeburger Wahlliste wurden insgesamt 14 Parteien zugelassen, wobei 11 von ihnen mit einer Direktkandidatin bzw. einen Direktkandidaten antraten.
| Kandidaten                                                                 | Kandidaten              | Parteien/Listen   | Erststimmen | Erststimmen | Zweitstimmen | Zweitstimmen |
| Kandidaten                                                                 | Kandidaten              | Parteien/Listen   | Stimmen     | %           | Stimmen      | %            |
| -------------------------------------------------------------------------- | ----------------------- | ----------------- | ----------- | ----------- | ------------ | ------------ |
|                                                                            | Tino Sorgegewählt im WK | CDU               | 44.021      | 27,4        | 44.616       | 27,8         |
|                                                                            | Eva von Angern          | DIE LINKE         | 30.299      | 18,9        | 30.056       | 18,7         |
|                                                                            | Burkhard Lischka        | SPD               | 34.877      | 21,7        | 27.513       | 17,1         |
|                                                                            | Frank Pasemann          | AfD               | 24.509      | 15,3        | 26.051       | 16,2         |
|                                                                            | Matthias Borowiak       | GRÜNE             | 6.417       | 4,0         | 8.564        | 5,3          |
|                                                                            | Karl-Heinz Paqué        | FDP               | 10.796      | 6,7         | 12.713       | 7,9          |
|                                                                            | Gustav Haenschke        | NPD               | 765         | 0,5         | 937          | 0,6          |
|                                                                            | Karlheinz Körner        | FREIE WÄHLER      | 1.739       | 1,1         | 1.282        | 0,8          |
|                                                                            | Daniel Wiegenstein      | MLPD              | 461         | 0,3         | 294          | 0,2          |
|                                                                            | Bettina Fassl           | Tierschutzallianz | 4.102       | 2,6         | 3.254        | 2,0          |
|                                                                            | –                       | BGE               | –           | –           | 528          | 0,3          |
|                                                                            | –                       | DiB               | –           | –           | 793          | 0,5          |
|                                                                            | Marcel Guderjahn        | MG                | 2.570       | 1,6         | 1.672        | 1,0          |
|                                                                            | –                       | Die PARTEI        | –           | –           | 2.504        | 1,6          |
| Gesamt                                                                     | Gesamt                  | Gesamt            | 160.556     | 100         | 160.777      | 100          |
|                                                                            |                         |                   |             |             |              |              |
| Ungültige Stimmen                                                          | Ungültige Stimmen       | Ungültige Stimmen | 2.338       | 1,4         | 2.117        | 1,3          |
| Wähler                                                                     | Wähler                  | Wähler            | 162.894     | 68,4        | 162.894      | 68,4         |
| Wahlberechtigte                                                            | Wahlberechtigte         | Wahlberechtigte   | 238.060     |             | 238.060      |              |
|                                                                            |                         |                   |             |             |              |              |
| Quellen: Die Bundeswahlleiterin, Stimmen – Die Landeswahlleiterin, Stimmen |                         |                   |             |             |              |              |

### Bundestagswahl 2013
Bei der Bundestagswahl 2013 waren 244.267 Einwohner wahlberechtigt; die Wahlbeteiligung lag bei 63,2 %. Tino Sorge gewann das Direktmandat für die CDU.
| Kandidaten                               | Kandidaten              | Parteien/Listen   | Erststimmen | Erststimmen | Zweitstimmen | Zweitstimmen |
| Kandidaten                               | Kandidaten              | Parteien/Listen   | Stimmen     | %           | Stimmen      | %            |
| ---------------------------------------- | ----------------------- | ----------------- | ----------- | ----------- | ------------ | ------------ |
|                                          | Rosemarie Hein          | DIE LINKE         | 38.231      | 25,2        | 36.473       | 24,0         |
|                                          | Tino Sorgegewählt im WK | CDU               | 55.046      | 36,3        | 56.982       | 37,5         |
|                                          | Burkhard Lischka        | SPD               | 38.153      | 25,2        | 31.763       | 20,9         |
|                                          | Sven Fricke             | FDP               | 2.090       | 1,4         | 3.687        | 2,4          |
|                                          | Stephan Bischoff        | GRÜNE             | 6.073       | 4,0         | 8.490        | 5,6          |
|                                          | Jörg Schulenburg        | Piraten           | 4.153       | 2,7         | 3.654        | 2,4          |
|                                          | Gustav Walter Haenschke | NPD               | 2.786       | 1,8         | 2.272        | 1,5          |
|                                          | Daniel Wiegenstein      | MLPD              | 403         | 0,3         | 280          | 0,2          |
|                                          | –                       | AfD               | –           | –           | 6.355        | 4,2          |
|                                          | –                       | pro Deutschland   | –           | –           | 466          | 0,3          |
|                                          | Christian Heimann       | FREIE WÄHLER      | 1.875       | 1,2         | 1.256        | 0,8          |
|                                          | –                       | ÖDP               | –           | –           | 348          | 0,2          |
|                                          | Josef Fassl             | Tierschutzpartei  | 2.758       | 1,8         | –            | –            |
| Gesamt                                   | Gesamt                  | Gesamt            | 151.568     | 100         | 152.026      | 100          |
|                                          |                         |                   |             |             |              |              |
| Ungültige Stimmen                        | Ungültige Stimmen       | Ungültige Stimmen | 2.836       | 1,8         | 2.378        | 1,5          |
| Wähler                                   | Wähler                  | Wähler            | 154.404     | 63,2        | 154.404      | 63,2         |
| Wahlberechtigte                          | Wahlberechtigte         | Wahlberechtigte   | 244.267     |             | 244.267      |              |
|                                          |                         |                   |             |             |              |              |
| Quellen: Die Bundeswahlleiterin, Stimmen |                         |                   |             |             |              |              |

### Bundestagswahl 2009
Bei der Bundestagswahl 2009 waren 254.286 Einwohner wahlberechtigt; die Wahlbeteiligung lag bei 60,1 %. Rosemarie Hein gewann das Direktmandat für Die Linke. Burkhard Lischka (SPD) zog über die Landesliste ebenfalls in den Bundestag ein.
| Kandidaten                             | Kandidaten                  | Parteien/Listen   | Erststimmen | Erststimmen | Zweitstimmen | Zweitstimmen |
| Kandidaten                             | Kandidaten                  | Parteien/Listen   | Stimmen     | %           | Stimmen      | %            |
| -------------------------------------- | --------------------------- | ----------------- | ----------- | ----------- | ------------ | ------------ |
|                                        | Burkhard Lischka            | SPD               | 32.844      | 21,9        | 28.217       | 18,8         |
|                                        | Rosemarie Heingewählt im WK | Die Linke         | 48.069      | 32,0        | 48.333       | 32,1         |
|                                        | Bernd Heynemann             | CDU               | 46.481      | 31,0        | 42.150       | 28,0         |
|                                        | Ulrich Koehler              | FDP               | 9.890       | 6,6         | 13.801       | 9,2          |
|                                        | Dorothea Frederking         | GRÜNE             | 8.637       | 5,8         | 10.281       | 6,8          |
|                                        | Matthias Gärtner            | NPD               | 2.618       | 1,7         | 2.275        | 1,5          |
|                                        | Daniel Wiegenstein          | MLPD              | 626         | 0,4         | 410          | 0,3          |
|                                        | –                           | DVU               | –           | –           | 294          | 0,2          |
|                                        | –                           | PIRATEN           | –           | –           | 4.605        | 3,1          |
|                                        | Eva-Maria Godau             | Einzelbewerber    | 851         | 0,6         | –            | –            |
| Gesamt                                 | Gesamt                      | Gesamt            | 150.016     | 100         | 150.366      | 100          |
|                                        |                             |                   |             |             |              |              |
| Ungültige Stimmen                      | Ungültige Stimmen           | Ungültige Stimmen | 2.932       | 1,9         | 2.582        | 1,7          |
| Wähler                                 | Wähler                      | Wähler            | 152.948     | 60,1        | 152.948      | 60,1         |
| Wahlberechtigte                        | Wahlberechtigte             | Wahlberechtigte   | 254.287     |             | 254.287      |              |
|                                        |                             |                   |             |             |              |              |
| Quellen: Der Bundeswahlleiter, Stimmen |                             |                   |             |             |              |              |

### Bundestagswahl 2005
Bei der Bundestagswahl 2005 waren 192.472 Einwohner wahlberechtigt; die Wahlbeteiligung lag bei 71,1 %. Das Direktmandat gewann Uwe Küster für die SPD.
| Kandidaten                             | Kandidaten              | Parteien/Listen   | Erststimmen | Erststimmen | Zweitstimmen | Zweitstimmen |
| Kandidaten                             | Kandidaten              | Parteien/Listen   | Stimmen     | %           | Stimmen      | %            |
| -------------------------------------- | ----------------------- | ----------------- | ----------- | ----------- | ------------ | ------------ |
|                                        | Uwe Küstergewählt im WK | SPD               | 54.634      | 40,8        | 50.074       | 37,3         |
|                                        | Bernd Heynemann         | CDU               | 31.225      | 23,3        | 27.803       | 20,7         |
|                                        | Hans-Werner Brüning     | Die Linke.        | 35.005      | 26,1        | 35.814       | 26,7         |
|                                        | Holger Franke           | FDP               | 4.954       | 3,7         | 8.550        | 6,4          |
|                                        | Sören Herbst            | GRÜNE             | 4.867       | 3,6         | 8.147        | 6,1          |
|                                        | Waldemar Maier          | NPD               | 2.333       | 1,7         | 2.224        | 1,7          |
|                                        | –                       | REP               | –           | –           | 285          | 0,2          |
|                                        | Daniel Wiegenstein      | MLPD              | 873         | 0,7         | 606          | 0,5          |
|                                        | –                       | Offensive D       | –           | –           | 140          | 0,1          |
|                                        | –                       | Pro DM            | –           | –           | 499          | 0,4          |
| Gesamt                                 | Gesamt                  | Gesamt            | 133.891     | 100         | 134.142      | 100          |
|                                        |                         |                   |             |             |              |              |
| Ungültige Stimmen                      | Ungültige Stimmen       | Ungültige Stimmen | 3.046       | 2,2         | 2.795        | 2,0          |
| Wähler                                 | Wähler                  | Wähler            | 136.937     | 71,1        | 136.937      | 71,1         |
| Wahlberechtigte                        | Wahlberechtigte         | Wahlberechtigte   | 192.472     |             | 192.472      |              |
|                                        |                         |                   |             |             |              |              |
| Quellen: Der Bundeswahlleiter, Stimmen |                         |                   |             |             |              |              |

### Bundestagswahl 2002
| Kandidaten                             | Kandidaten               | Parteien/Listen   | Erststimmen | Erststimmen | Zweitstimmen | Zweitstimmen |
| Kandidaten                             | Kandidaten               | Parteien/Listen   | Stimmen     | %           | Stimmen      | %            |
| -------------------------------------- | ------------------------ | ----------------- | ----------- | ----------- | ------------ | ------------ |
|                                        | Uwe Küstergewählt im WK  | SPD               | 61.536      | 47,7        | 59.905       | 46,3         |
|                                        | Bernd Heynemann          | CDU               | 34.148      | 26,5        | 30.719       | 23,8         |
|                                        | Wolfgang Bierstedt       | PDS               | 20.101      | 15,6        | 19.910       | 15,4         |
|                                        | Holger Franke            | FDP               | 7.592       | 5,9         | 9.249        | 7,2          |
|                                        | Sören Ulrich Herbst      | GRÜNE             | 3.989       | 3,1         | 6.634        | 5,1          |
|                                        | –                        | GRAUE             | –           | –           | 597          | 0,5          |
|                                        | –                        | NPD               | –           | –           | 977          | 0,8          |
|                                        | Mirjam Ellengard Karl-Sy | Tierschutzpartei  | 1.715       | 1,3         | 1.280        | 1,0          |
| Gesamt                                 | Gesamt                   | Gesamt            | 129.081     | 100         | 129.271      | 100          |
|                                        |                          |                   |             |             |              |              |
| Ungültige Stimmen                      | Ungültige Stimmen        | Ungültige Stimmen | 1.665       | 1,3         | 1.475        | 1,1          |
| Wähler                                 | Wähler                   | Wähler            | 130.746     | 68,9        | 130.746      | 68,9         |
| Wahlberechtigte                        | Wahlberechtigte          | Wahlberechtigte   | 189.697     |             | 189.697      |              |
|                                        |                          |                   |             |             |              |              |
| Quellen: Der Bundeswahlleiter, Stimmen |                          |                   |             |             |              |              |